# Supersypnoides achatina
Supersypnoides achatina là một loài bướm đêm trong họ Noctuidae.